# Bilheteria dos cinemas no Brasil em 2017
Lista com o valor de arrecadação em reais e o público dos principais filmes lançados nos cinemas de todo o Brasil no ano de 2017.

## Líderes de arrecadação nos fins de semana
| Data            | Filme                                    | Arrecadação (em R$) | Público   | Notas                                                                                 | Ref.  |
| --------------- | ---------------------------------------- | ------------------- | --------- | ------------------------------------------------------------------------------------- | ----- |
| 1 de janeiro    | Minha Mãe É Uma Peça 2                   | 10 612 964          | 739 395   | Filme brasileiro                                                                      |       |
| 8 de janeiro    | Minha Mãe É Uma Peça 2                   | 15 777 785          | 1 014 569 |                                                                                       |       |
| 15 de janeiro   | Assassin's Creed                         | 12 742 002          | 750 225   |                                                                                       |       |
| 22 de janeiro   | Moana: Um Mar de Aventuras               | 7 911 482           | 510 264   | Terceira semana em cartaz.                                                            |       |
| 29 de janeiro   | Resident Evil 6: O Capítulo Final        | 7 057 109           | 404 550   |                                                                                       |       |
| 5 de fevereiro  | O Chamado 3                              | 7 949 412           | 521 286   |                                                                                       |       |
| 12 de fevereiro | Cinquenta Tons Mais Escuros              | 23 045 238          | 1 424 755 |                                                                                       |       |
| 19 de fevereiro | Cinquenta Tons Mais Escuros              | 11 043 558          | 692 567   |                                                                                       |       |
| 26 de fevereiro | A Grande Muralha                         | 14 637 610          | 861 735   |                                                                                       |       |
| 5 de março      | Logan                                    | 25 820 910          | 1 638 817 |                                                                                       |       |
| 12 de março     | Logan                                    | 18 387 117          | 1 186 078 |                                                                                       |       |
| 19 de março     | A Bela e a Fera                          | 34 231 643          | 1 969 325 | Terceira maior estreia do ano.                                                        |       |
| 26 de março     | A Bela e a Fera                          | 24 640 373          | 1 409 312 |                                                                                       |       |
| 2 de abril      | A Bela e a Fera                          | 15 166 665          | 785 810   |                                                                                       |       |
| 9 de abril      | A Bela e a Fera                          | 10 003 955          | 554 718   | Maior número de semanas na liderança.                                                 |       |
| 16 de abril     | Velozes e Furiosos 8                     | 38 124 256          | 2 172 822 | Segunda maior estreia do ano.                                                         |       |
| 23 de abril     | Velozes e Furiosos 8                     | 28 284 653          | 1 618 046 |                                                                                       |       |
| 30 de abril     | Guardiões da Galáxia Vol. 2              | 21 890 268          | 1 193 995 |                                                                                       |       |
| 7 de maio       | Guardiões da Galáxia Vol. 2              | 12 058 195          | 676 138   |                                                                                       |       |
| 14 de maio      | Guardiões da Galáxia Vol. 2              | 5 965 882           | 348 862   |                                                                                       |       |
| 21 de maio      | Rei Arthur: A Lenda da Espada            | 7 300 000           | 397 820   |                                                                                       |       |
| 28 de maio      | Piratas do Caribe: A Vingança de Salazar | 18 744 140          | 1 043 169 |                                                                                       |       |
| 4 de junho      | Mulher Maravilha                         | 24 002 096          | 1 358 152 |                                                                                       |       |
| 11 de junho     | Mulher Maravilha                         | 16 036 574          | 919 117   |                                                                                       |       |
| 18 de junho     | Mulher Maravilha                         | 17 569 016          | 989 394   |                                                                                       |       |
| 25 de junho     | Mulher Maravilha                         | 8 042 043           | 458 657   | Maior número de semanas na liderança.                                                 |       |
| 2 de julho      | Meu Malvado Favorito 3                   | 26 208 690          | 1 532 494 | Sexta maior estreia do ano.                                                           |       |
| 9 de julho      | Homem-Aranha: De Volta ao Lar            | 29 561 634          | 1 715 549 | Quarta maior estreia do ano.                                                          |       |
| 16 de julho     | Homem-Aranha: De Volta ao Lar            | 16 878 642          | 980 870   |                                                                                       |       |
| 23 de julho     | Transformers: O Último Cavaleiro         | 13 423 213          | 768 329   |                                                                                       |       |
| 30 de julho     | Transformers: O Último Cavaleiro         | 7 700 374           | 459 511   |                                                                                       |       |
| 6 de agosto     | Planeta dos Macacos: A Guerra            | 13 968 627          | 771 713   |                                                                                       |       |
| 13 de agosto    | Planeta dos Macacos: A Guerra            | 8 546 704           | 470 469   |                                                                                       |       |
| 20 de agosto    | Annabelle 2 - A Criação do Mal           | 13 469 680          | 871 775   |                                                                                       |       |
| 27 de agosto    | Annabelle 2 - A Criação do Mal           | 7 252 111           | 478 092   |                                                                                       |       |
| 3 de setembro   | Emoji: O Filme                           | 6 137 817           | 380 609   |                                                                                       |       |
| 10 de setembro  | It: A Coisa                              | 17 800 355          | 1 143 857 |                                                                                       |       |
| 17 de setembro  | It: A Coisa                              | 10 167 778          | 662 793   |                                                                                       |       |
| 24 de setembro  | It: A Coisa                              | 7 184 074           | 458 020   |                                                                                       |       |
| 1 de outubro    | Kingsman: O Círculo Dourado              | 5 868 879           | 324 993   |                                                                                       |       |
| 8 de outubro    | Blade Runner 2049                        | 5 856 389           | 289 571   | Pica-Pau: O Filme teve mais público, com 323 mil.                                     | [ 1 ] |
| 15 de outubro   | Pica-Pau: O Filme                        | 6 839 226           | 479 805   | Segunda semana em cartaz.                                                             |       |
| 22 de outubro   | Tempestade: Planeta em Fúria             | 5 226 860           | 283 912   |                                                                                       |       |
| 29 de outubro   | Thor: Ragnarok                           | 26 603 403          | 1 521 775 | Quinta maior estreia do ano.                                                          |       |
| 5 de novembro   | Thor: Ragnarok                           | 25 121 905          | 1 438 165 |                                                                                       |       |
| 12 de novembro  | Thor: Ragnarok                           | 10 906 833          | 623 434   |                                                                                       |       |
| 19 de novembro  | Liga da Justiça                          | 46 400 000          | 2 685 487 | Maior bilheteria de estreia de todos os tempos. Lançamento na quarta-feira (feriado). | [ 2 ] |
| 26 de novembro  | Liga da Justiça                          | 17 292 448          | 1 018 839 |                                                                                       |       |
| 3 de dezembro   | Liga da Justiça                          | 13 195 278          | 767 841   |                                                                                       |       |
| 10 de dezembro  | Extraordinário                           | 11 450 498          | 716 047   |                                                                                       |       |
| 17 de dezembro  | Star Wars: Os Últimos Jedi               | 23 562 018          | 1 211 238 |                                                                                       |       |
| 24 de dezembro  | Star Wars: Os Últimos Jedi               | 7 232 344           | 363 334   |                                                                                       |       |
| 31 de dezembro  | Extraordinário                           | 6 254 299           | 409 137   | Quarta semana em cartaz                                                               |       |

## Arrecadação total
| #  | Filme                                    | Estúdio               | Arrecadação(em R$) | Público Total | Ref. |
| -- | ---------------------------------------- | --------------------- | ------------------ | ------------- | ---- |
| 1  | Velozes e Furiosos 8                     | Universal Pictures    | 133.413.000        | 8.505.128     |      |
| 2  | Liga da Justiça                          | Warner Bros. Pictures | 133.019.000        | 8.632.507     |      |
| 3  | A Bela e a Fera                          | Disney/Buena Vista    | 130.097.000        | 8.308.263     |      |
| 4  | Meu Malvado Favorito 3                   | Universal Pictures    | 125.949.000        | 8.989.024     |      |
| 5  | Mulher-Maravilha                         | Warner Bros. Pictures | 109.894.366        | 7.011.338     |      |
| 6  | Homem-Aranha: De Volta ao Lar            | Sony Pictures         | 102.726.271        | 6.686.285     |      |
| 7  | Thor: Ragnarok                           | Disney/Buena Vista    | 99.921.000         | 6.371.526     |      |
| 8  | Extraordinário                           | Paris Filmes          | 91.853.543         | 6.622.029     |      |
| 9  | Logan                                    | 20th Century Fox      | 91.260.487         | 6.400.985     |      |
| 10 | A Cabana                                 | Paris Filmes          | 74.766.206         | 5.117.598     |      |
| 11 | Moana: Um Mar de Aventuras               | Disney/Buena Vista    | 71.769.000         | 5.147.838     |      |
| 12 | Guardiões da Galáxia Vol. 2              | Disney/Buena Vista    | 67.529.482         | 4.207.641     |      |
| 13 | Cinquenta Tons Mais Escuros              | Universal Pictures    | 66.565.077         | 4.628.437     |      |
| 14 | Star Wars: Os Últimos Jedi               | Disney/Buena Vista    | 62.681.757         | 3.519.279     |      |
| 15 | It: A Coisa                              | Warner Bros.          | 61.909.131         | 4.438.811     |      |
| 16 | Piratas do Caribe: A Vingança do Salazar | Disney/Buena Vista    | 55.008.892         | 3.659.613     |      |
| 17 | A Múmia                                  | Universal Pictures    | 47.412.730         | 3.052.915     |      |
| 18 | O Poderoso Chefinho                      | 20th Century Fox      | 46.251.721         | 3.228.749     |      |
| 19 | Transformers: O Último Cavaleiro         | Paramount Pictures    | 43.020.356         | 2.858.033     |      |
| 20 | Planeta dos Macacos: A Guerra            | 20th Century Fox      | 42.994.417         | 2.701.190     |      |